# La Garde (Var)
Pour les articles homonymes, voir La Garde.
Ne pas confondre avec La Garde-Freinet dans le même département du Var.
La Garde est une commune française située dans le département du Var en région Provence-Alpes-Côte d'Azur.

## Géographie

### Situation
La Garde se situe dans le Var, à 11,1 km à l'est de Toulon, dans l'aire urbaine de Toulon dont elle est une banlieue, entre Marseille et Nice, dans la région Provence-Alpes-Côte d'Azur.

### Communes limitrophes
| La Valette-du-Var | La Farlède | La Crau      |
| Toulon            | La Garde   | La Crau      |
| Mer Méditerranée  | Le Pradet  | Carqueiranne |

### Géologie et relief
La Garde est une commune du littoral varois, ayant une façade maritime sur la rade de Toulon. Elle s'étale depuis le lieu-dit Pierrascas au nord, où se situe son culmen (206 m), jusqu'à la mer au sud, sa façade maritime étant délimitée par les anses de Magaud et de San Peyre.
Son territoire qui s'étend sur 1 554 hectares, comprend :
- 3 km de côte ;
- 75 km de voirie ;
- 642,5 hectares d'urbanisation ;
- 21,4 hectares de forêts ;
- 400 hectares d’espaces verts urbains.

### Hydrographie et les eaux souterraines
L'Eygoutier, est le principal cours d'eau. Long de 15,2 km, il prend sa source sur La Crau et traverse la commune puis celle du Pradet, avant de se jeter à la mer au Mourillon (Toulon), à l'est du fort La Croix. Il est canalisé en partie au sud de La Garde, sépare la commune avec Le Pradet. À l'est du territoire communal, il reçoit les eaux du ruisseau de Réganas (ou Regana), et du ruisseau de Lambert.
Autres ruisseaux :
- Ruisseau de Pierrascas,
- Ruisseau des Paluds.

### Climat
Pour des articles plus généraux, voir Climat de Provence-Alpes-Côte d'Azur et Climat du Var.
En 2010, le climat de la commune est de type climat méditerranéen franc, selon une étude du Centre national de la recherche scientifique s'appuyant sur une série de données couvrant la période 1971-2000. En 2020, Météo-France publie une typologie des climats de la France métropolitaine dans laquelle la commune est exposée à un climat méditerranéen et est dans une zone de transition entre les régions climatiques « Provence, Languedoc-Roussillon » et « Var, Alpes-Maritimes ». 
Pour la période 1971-2000, la température annuelle moyenne est de 15 °C, avec une amplitude thermique annuelle de 14,8 °C. Le cumul annuel moyen de précipitations est de 770 mm, avec 6,8 jours de précipitations en janvier et 1,2 jours en juillet. Pour la période 1991-2020, la température moyenne annuelle observée sur la station météorologique de Météo-France la plus proche, « Toulon », sur la commune de Toulon à 7 km à vol d'oiseau, est de 16,7 °C et le cumul annuel moyen de précipitations est de 633,4 mm. 
La température maximale relevée sur cette station est de 40,1 °C, atteinte le 7 juillet 1982 ; la température minimale est de −9 °C, atteinte le 2 février 1956,,. 
| Mois                                  | jan.            | fév.          | mars            | avril         | mai            | juin         | jui.            | août            | sep.           | oct.            | nov.            | déc.            | année     |
| ------------------------------------- | --------------- | ------------- | --------------- | ------------- | -------------- | ------------ | --------------- | --------------- | -------------- | --------------- | --------------- | --------------- | --------- |
| Température minimale moyenne (°C)     | 6,6             | 6,3           | 8,4             | 10,5          | 13,9           | 17,5         | 19,9            | 20,2            | 17,1           | 14,1            | 10,1            | 7,5             | 12,7      |
| Température moyenne (°C)              | 9,9             | 10,1          | 12,4            | 14,7          | 18,3           | 22,2         | 24,7            | 25              | 21,5           | 17,8            | 13,5            | 10,7            | 16,7      |
| Température maximale moyenne (°C)     | 13,2            | 13,8          | 16,4            | 18,8          | 22,6           | 26,8         | 29,5            | 29,8            | 25,9           | 21,4            | 16,8            | 13,9            | 20,7      |
| Record de froid (°C) date du record   | −7,2 12.01.1987 | −9 02.02.1956 | −4,3 06.03.1971 | 0,3 03.04.22  | 4,6 01.05.1960 | 9 04.06.1984 | 12,8 17.07.00   | 12,3 31.08.1986 | 8,4 27.09.1972 | 3,2 30.10.1950  | −0,9 27.11.1945 | −4,5 29.12.1944 | −9 1956   |
| Record de chaleur (°C) date du record | 20,9 19.01.07   | 23,2 17.02.22 | 26,4 02.03.08   | 28,1 23.04.09 | 34,7 27.05.22  | 36 27.06.19  | 40,1 07.07.1982 | 37 03.08.1975   | 34,9 05.09.16  | 29,3 11.10.1985 | 24,2 03.11.1977 | 21,9 13.12.1961 | 40,1 1982 |
| Précipitations (mm)                   | 70,5            | 46,8          | 39              | 55,4          | 40,2           | 27           | 6,2             | 13,4            | 69,9           | 105,8           | 93,4            | 65,8            | 633,4     |

| Diagramme climatique                                  |             |           |              |              |            |             |              |              |               |              |             |
| J                                                     | F           | M         | A            | M            | J          | J           | A            | S            | O             | N            | D           |
| 13,26,670,5                                           | 13,86,346,8 | 16,48,439 | 18,810,555,4 | 22,613,940,2 | 26,817,527 | 29,519,96,2 | 29,820,213,4 | 25,917,169,9 | 21,414,1105,8 | 16,810,193,4 | 13,97,565,8 |
| Moyennes : • Temp. maxi et mini °C • Précipitation mm |             |           |              |              |            |             |              |              |               |              |             |

Les paramètres climatiques de la commune ont été estimés pour le milieu du siècle (2041-2070) selon différents scénarios d'émission de gaz à effet de serre à partir des nouvelles projections climatiques de référence DRIAS-2020. Ils sont consultables sur un site dédié publié par Météo-France en novembre 2022.

### Voies d'accès et transports

#### Réseau routier
L'autoroute A57 traverse la commune au nord où existe un échangeur (A5706) à la jonction de l'A57 avec la A570. Plusieurs routes départementales traversent également La Garde. Elles sont, du nord au sud : la D 97, D 67, D 98, D 29, D 559, D 86 et D 42.

#### Réseau ferroviaire
Des lignes de la SNCF traversent la commune, la desservant par deux gares :
- gare de La Garde ;
- gare de La Pauline-Hyères.

#### Transports en commun

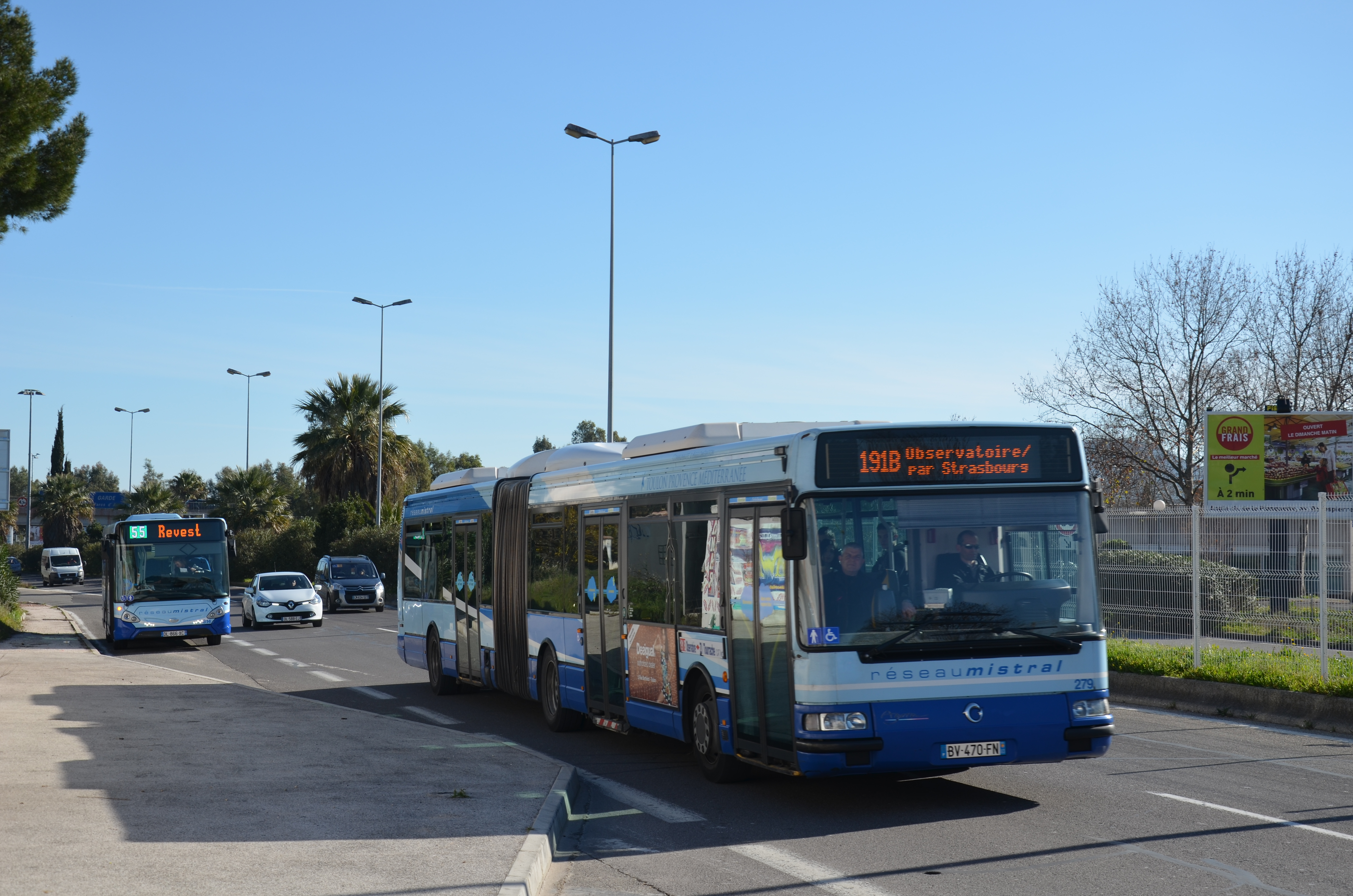
La commune est desservie par plusieurs lignes du réseau Mistral.

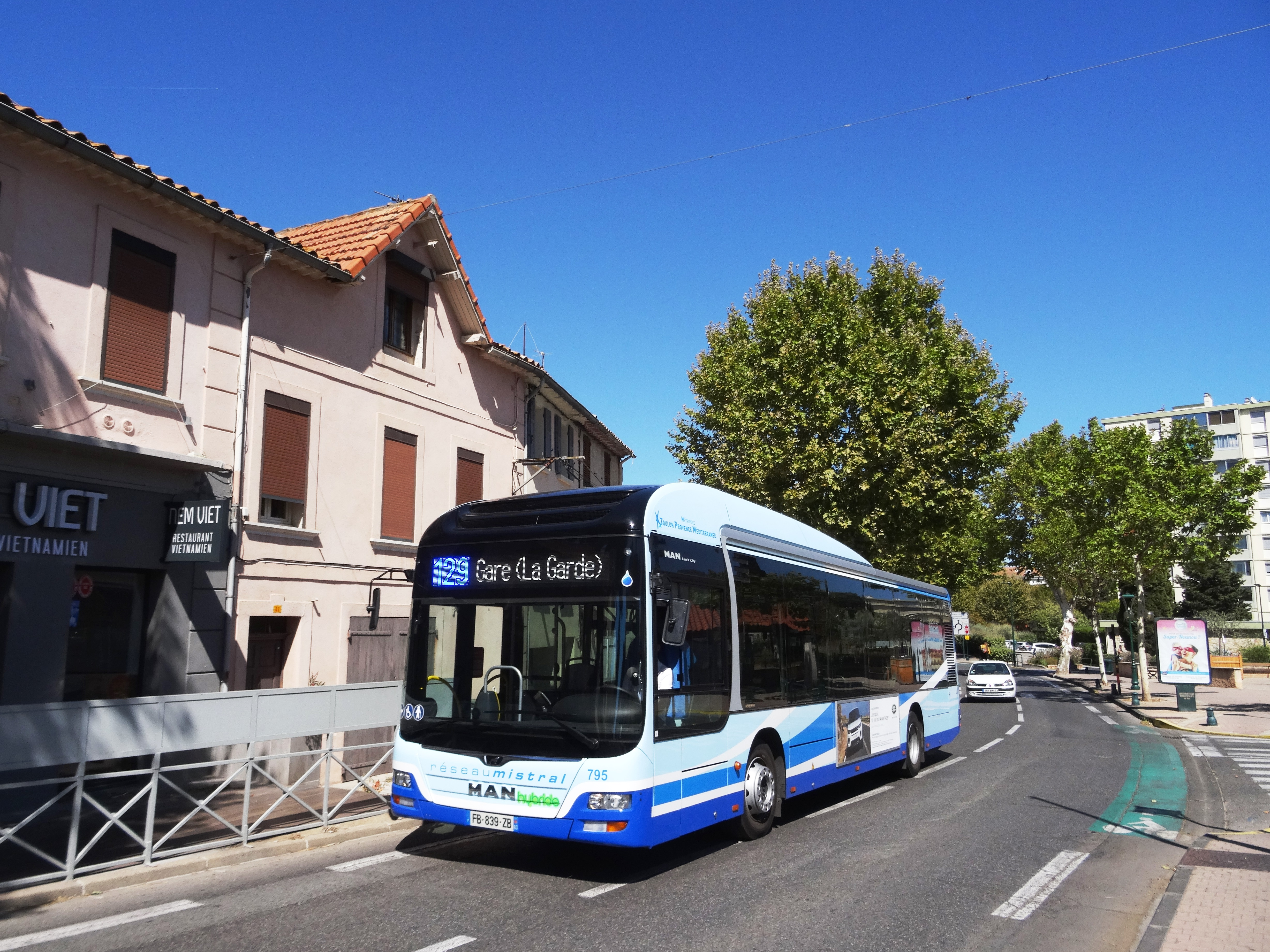
Bus de la ligne 129.

Plusieurs lignes de bus du Réseau Mistral traversent la commune de La Garde, la reliant aux localités de La Valette-du-Var, La Farlède, La Crau, Le Pradet, Carqueiranne, Hyères et Toulon, par les lignes n° U, 6, 19, 23, 29, 39, 55, 91, 92, 98, 103, 129, 191 et AB191. Le réseau "Zou ! Proximité 83" propose également des liaisons vers Brignoles, Saint-Maximin-la-Sainte-Baume, Saint-Tropez, La Roquebrussanne, Collobrières, et La Croix-Valmer.

#### Transports maritimes et aériens
Le port de commerce le plus proche est celui de Toulon, l'aéroport le plus proche, celui de Toulon Hyères à 12,63 km.

## Toponymie
La commune de La Garde (La Gardo en provençal) tient son nom de son rocher qui, au Moyen Âge, a servi de poste de guet.

## Histoire

### Antiquité
La Garde possède des vestiges de l'Antiquité et de la période romaine, notamment un pressoir à huile proche du campus de l'Université,. Le saint patron de la commune, saint Maur, est, selon la légende locale, un dénommé Maur qui passa par là en 542. Affamé lorsqu'il entra dans le village, une vieille femme lui donna du pain et des oignons. Maur les bénit et décida qu'à partir de ce jour, les oignons de La Garde auraient la douceur de la pomme.

### Moyen Âge

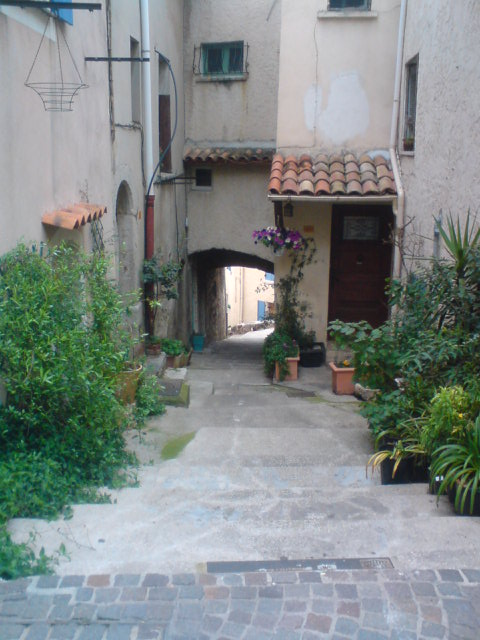
La vieille ville.

Cité en 1056 sous le nom de Guarda, le château fut fief des évêques de Toulon au XIIIe siècle, de la seigneurie de Castellane au XVe, puis de la seigneurie des Glandevès et enfin des Thomas. Aujourd'hui, il n'en reste que la chapelle et une tour d'angle.

### Temps modernes
Vigie de Toulon au Moyen Âge, La Garde a subi de nombreuses invasions mais aussi les guerres de Religion. Elle fut saccagée en 1707 par les troupes de Savoie alors qu'elle était connue sous le nom de La Garde lès Toulon.
Pour « punir » la ville de Toulon de s'être livrée aux Anglais, Napoléon Bonaparte transféra le quartier de Sainte-Marguerite au village de La Garde. C'est pourquoi il y a une mairie annexe dans ce quartier, un peu éloigné du centre-ville administratif de la commune. En revanche, au XIXe le quartier du Pradet se détacha de La Garde et devint une commune indépendante. Jean Aicard, poète et lettré provençal, vécut à La Garde.
Du rocher d'andésite (un ancien dyke excavé par l'érosion) on a extrait les pavés de Toulon à la fin du XIXe. Au début du XXe, en 1927, Abel Gance tourna une partie de son film « Napoléon » à La Garde.
Pendant la Seconde Guerre mondiale, La Garde a reçu en novembre 1942 une petite garnison italienne à la gendarmerie : elle s'en retira en octobre 1943 et la commune fut occupée par les forces allemandes. Des combats eurent lieu les 23 et 24 août 1944, pendant l'offensive alliée entre les forces allemandes (Kriegsmarine et Wehrmacht) et alliées (9e DIC et commandos d'Afrique), notamment autour du rocher et au Thouar.
Ancien centre agricole prospère, La Garde est devenue banlieue ouvrière de Toulon à partir du milieu du premier tiers du XXe. Dans les années qui ont précédé et suivi la Seconde Guerre mondiale, la municipalité a longtemps été dirigée par une majorité communiste (mandats de Michel Zunino et Maurice Delplace), puis, devenant de plus en plus résidentielle grâce à la multiplication des lotissements, a basculé à droite en 2001, d'autant que de graves dissensions internes avaient affaibli la gauche quatre années auparavant. C'est aujourd'hui une commune universitaire grâce à la présence de l'USTV et de SeaTech, prospère grâce à la zone d'activités de Toulon-Est.

## Politique et administration

### Tendances politiques et résultats
Le conseil municipal est composé de trente-cinq élus, compte tenu du nombre de ses habitants.

### Liste des maires
| Période                 | Période                    | Identité             | Étiquette | Qualité |
| ----------------------- | -------------------------- | -------------------- | --------- | --- |
| mai 1900                | août 1931 (démission)      | André Charlois       | SFIO      | Menuisier Conseiller général du canton de Toulon-4 (1901 → 1934) |
| août 1931               | 1941                       | Michel Zunino        | SFIO      | Commerçant et viticulteur Député du Var (1936 → 1942) Conseiller général du canton de Toulon-4 (1934 → 1940) |
| 1941                    | 1944                       | George Elluin        |           | |
| 1944                    | avril 1958 (décès)         | Michel Zunino        | PCF       | Négociant en vins Député de la 1re et de la 2e Assemblée constituante (1945 → 1946) Député du Var (1946 → 1955) Conseiller général du canton de Toulon-4 (1949 → 1955) |
| avril 1958              | mars 1959                  | Maurice Delplace     | PCF       | Instituteur |
| mars 1959               | 1962                       | Louis Masson         |           | |
| 1962                    | septembre 1997 (démission) | Maurice Delplace     | PCF       | Instituteur puis professeur et directeur de collège Conseiller général du canton de la Valette-du-Var (1973 → 1985) |
| septembre 1997          | mars 2001                  | Yvon Robert          | PCF       | Dessinateur à l'arsenal de Toulon Conseiller général du canton de La Garde (1998 → 2004) Nommé Maire honoraire en 2013 |
| mars 2001               | juillet 2017 (démission)   | Jean-Louis Masson    | UMP-LR    | Retraité de la Gendarmerie Député de la 3e circonscription du Var (2017 → 2020) Conseiller général (2004 → 2015) puis départemental de La Garde (2015 → 2017) 1er vice-président du conseil départemental du Var (2015 → 2017) Vice-président de la CA Toulon Provence Méditerranée (2002 → 2017) |
| juillet 2017            | mars 2020 (démission)      | Jean-Claude Charlois | DVD       | Médecin retraité |
| mars 2020 (par intérim) | juillet 2020               | Jean-Pierre Haslin   | DVD       | Kinésithérapeute |
| juillet 2020            | 2022                       | Jean-Louis Masson    | LR        | Retraité de la Gendarmerie Député de la 3e circonscription du Var (2017 → 2020) Conseiller départemental de La Garde (2015 → 2017 et 2021 → ) Président du Conseil départemental du Var (depuis 2022) Démissionnaire                                                                              |
| 2022                    | en cours                   | Hélène Arnaud-Bill   |           | Professeure des écoles retraitée |

### Jumelages
| La Garde Montesarchio Spa |

- Montesarchio (Italie).
- Spa (Belgique).

### Politique environnementale
La ville dispose de la station d'épuration de Toulon-Est / Pont de la Clue, d'une capacité de 107 000 Équivalent Habitants.

### Services publics
La municipalité a mis en place trois services de liens entre les employeurs et les demandeurs d'emploi : « Bureau municipal de l'économie et de l'emploi », tournée vers l'emploi local, « Maison de l'emploi », pour l'aide à l'emploi sur la communauté de communes, « Mission locale », qui intervient auprès des jeunes.
Plusieurs autres services sont disponibles à La Garde : un centre de loisir, un centre aéré, un CCAS, deux crèches, une ludothèque, une maison de la jeunesse, plusieurs complexes sportifs, et qu'une déchèterie.
Les services de l'État sont également présents : un commissariat de police, Centre d'études techniques de l'équipement Méditerranée, l'Inspection générale de l'Éducation nationale de La Garde, Direction interdépartementale des routes Méditerranée (DIR), ainsi que certains services municipaux de communes voisines, comme les serres municipales de la Ville de Toulon.

## Population et société

### Démographie
L'évolution du nombre d'habitants est connue à travers les recensements de la population effectués dans la commune depuis 1793. Pour les communes de plus de 10 000 habitants les recensements ont lieu chaque année à la suite d'une enquête par sondage auprès d'un échantillon d'adresses représentant 8 % de leurs logements, contrairement aux autres communes qui ont un recensement réel tous les cinq ans,.

En 2022, la commune comptait 26 316 habitants, en évolution de +4,28 % par rapport à 2016 (Var : +4,98 %, France hors Mayotte : +2,11 %).
| 1793  | 1800  | 1806  | 1821  | 1831  | 1836  | 1841  | 1846  | 1851  |
| ----- | ----- | ----- | ----- | ----- | ----- | ----- | ----- | ----- |
| 1 050 | 2 263 | 2 288 | 2 329 | 2 353 | 2 572 | 2 321 | 2 429 | 2 875 |

| 1856  | 1861  | 1866  | 1872  | 1876  | 1881  | 1886  | 1891  | 1896  |
| ----- | ----- | ----- | ----- | ----- | ----- | ----- | ----- | ----- |
| 2 568 | 2 572 | 2 695 | 2 852 | 2 986 | 2 864 | 3 104 | 3 418 | 2 398 |

| 1901  | 1906  | 1911  | 1921  | 1926  | 1931  | 1936  | 1946  | 1954  |
| ----- | ----- | ----- | ----- | ----- | ----- | ----- | ----- | ----- |
| 2 791 | 2 961 | 3 037 | 2 827 | 3 048 | 3 095 | 3 792 | 4 066 | 5 021 |

| 1962  | 1968  | 1975   | 1982   | 1990   | 1999   | 2006   | 2011   | 2016   |
| ----- | ----- | ------ | ------ | ------ | ------ | ------ | ------ | ------ |
| 6 273 | 9 629 | 15 506 | 19 805 | 22 412 | 25 329 | 25 621 | 25 613 | 25 236 |

| 2021   | 2022   | - | - | - | - | - | - | - |
| ------ | ------ | - | - | - | - | - | - | - |
| 25 912 | 26 316 | - | - | - | - | - | - | - |

Ses habitants sont appelés les Gardéens.
En 2010, la commune de La Garde a été récompensée par le label « Ville Internet @@@@ » et par le label « Ville Fleurie » avec ses 3 fleurs. Elle est aussi récompensée par les labels « Bien vieillir, vivre ensemble » et « Ville amie des enfants ».

### Établissements scolaires

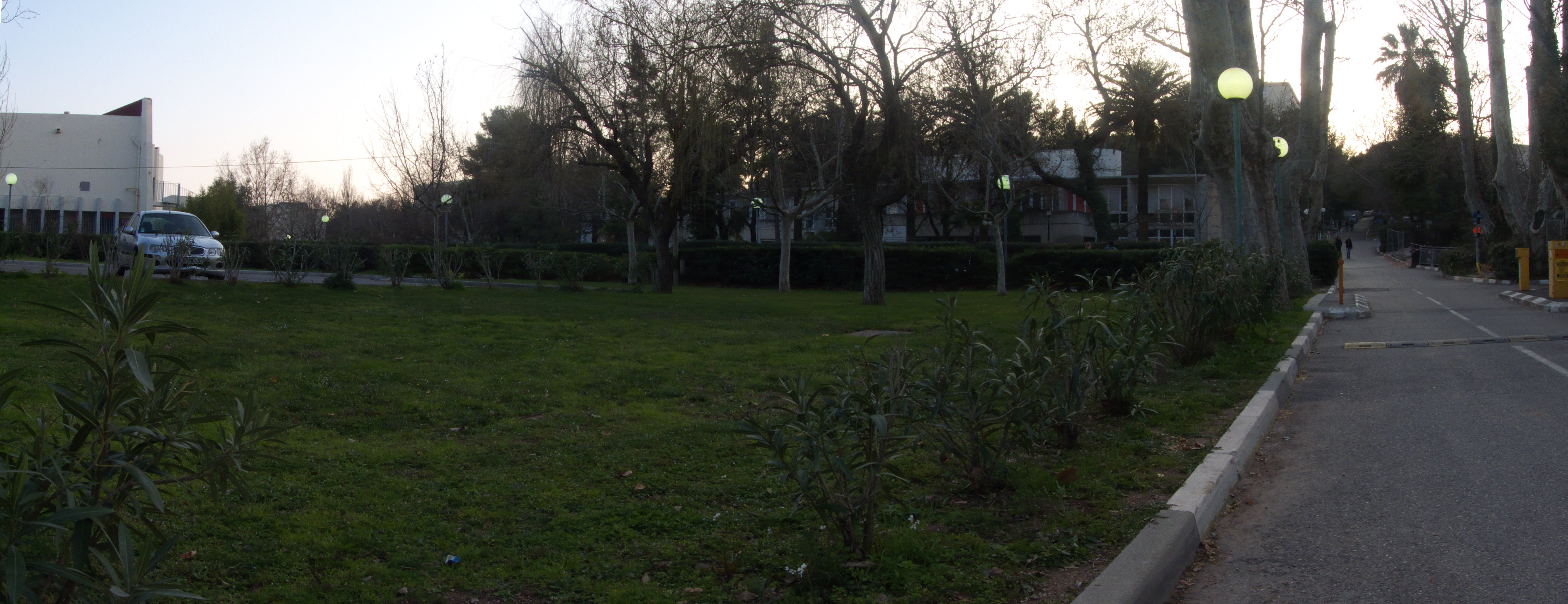
Le campus.

### Établissements publics
Établissements d'enseignement maternelle et élémentaires :
- École maternelle Eliette Santoni
- École maternelle Elsa Triolet
- École maternelle La Planquette
- École maternelle Michel Zunino
- École maternelle Pauline Roland
- École maternelle Severine Mignone
- École primaire Jean Aicard
- École primaire Lucie Tardivier
- École primaire Michel Zunino 1
- École primaire Michel Zunino 2
- École primaire Paul Langevin

- Collège Jacques-Yves Cousteau ;
- le lycée général et technologique du Coudon[Note 4].
- le campus de l'université du Sud Toulon-Var, où est installée l'école d'ingénieur SeaTech ;
- le Clesi-ESEM France possède un campus à la Garde, de formations en kinésithérapie et en odontologie ainsi qu'une préparation au concours d'infirmier[38] ;

### Santé
Professionnels et établissements de santé :
- Médecins à La Garde[39],
- Pharmacies[40].
- Hôpitaux :
  - Hôpital San Salvadour, à Hyères,
  - Hôpital Renée-Sabran, à Hyères,
  - Hôpital d'instruction des armées Sainte-Anne, à Toulon,
  - Centre hospitalier intercommunal Toulon-La Seyne-sur-Mer.
  - Hôpital Clémenceau La Garde[41].

### Cultes

#### Catholicisme
L'église paroissiale de la Nativité-de-la-Vierge relève du diocèse de Fréjus-Toulon. Lieu de prières avenue Jean-Jaurès.

### Sports
L’Office des Sports, association loi de 1901, géré par des bénévoles, est un espace de concertation et de proposition sur la commune, au service de la population, afin de contribuer au développement de l’E.P.S. et du sport : multisports, piscine municipale, patinoire, pétanque (boulodrome), tennis, tir à l’arc, golf.
La Garde contient une dizaine d'installations sportives dont deux complexes sportifs multisports, une patinoire et une piscine municipale.

## Urbanisme

### Typologie
Au 1er janvier 2024, La Garde est catégorisée grand centre urbain, selon la nouvelle grille communale de densité à sept niveaux définie par l'Insee en 2022.
Elle appartient à l'unité urbaine de Toulon, une agglomération inter-départementale regroupant 27  communes, dont elle est une commune de la banlieue,,. Par ailleurs la commune fait partie de l'aire d'attraction de Toulon, dont elle est une commune du pôle principal,. Cette aire, qui regroupe 35 communes, est catégorisée dans les aires de 200 000 à moins de 700 000 habitants,.
La commune, bordée par la mer Méditerranée, est également une commune littorale au sens de la loi du 3 janvier 1986, dite loi littoral. Des dispositions spécifiques d’urbanisme s’y appliquent dès lors afin de préserver les espaces naturels, les sites, les paysages et l’équilibre écologique du littoral, tel le principe d'inconstructibilité, en dehors des espaces urbanisés, sur la bande littorale des 100 mètres, ou plus si le plan local d’urbanisme le prévoit.

### Occupation des sols
L'occupation des sols de la commune, telle qu'elle ressort de la base de données européenne d’occupation biophysique des sols Corine Land Cover (CLC), est marquée par l'importance des territoires artificialisés (61,2 % en 2018), en augmentation par rapport à 1990 (53,7 %). La répartition détaillée en 2018 est la suivante : 
zones urbanisées (37,5 %), zones agricoles hétérogènes (33,7 %), zones industrielles ou commerciales et réseaux de communication (19,9 %), forêts (4,2 %), espaces verts artificialisés, non agricoles (3,8 %), cultures permanentes (0,7 %), eaux maritimes (0,2 %). L'évolution de l’occupation des sols de la commune et de ses infrastructures peut être observée sur les différentes représentations cartographiques du territoire : la carte de Cassini (XVIIIe siècle), la carte d'état-major (1820-1866) et les cartes ou photos aériennes de l'IGN pour la période actuelle (1950 à aujourd'hui).

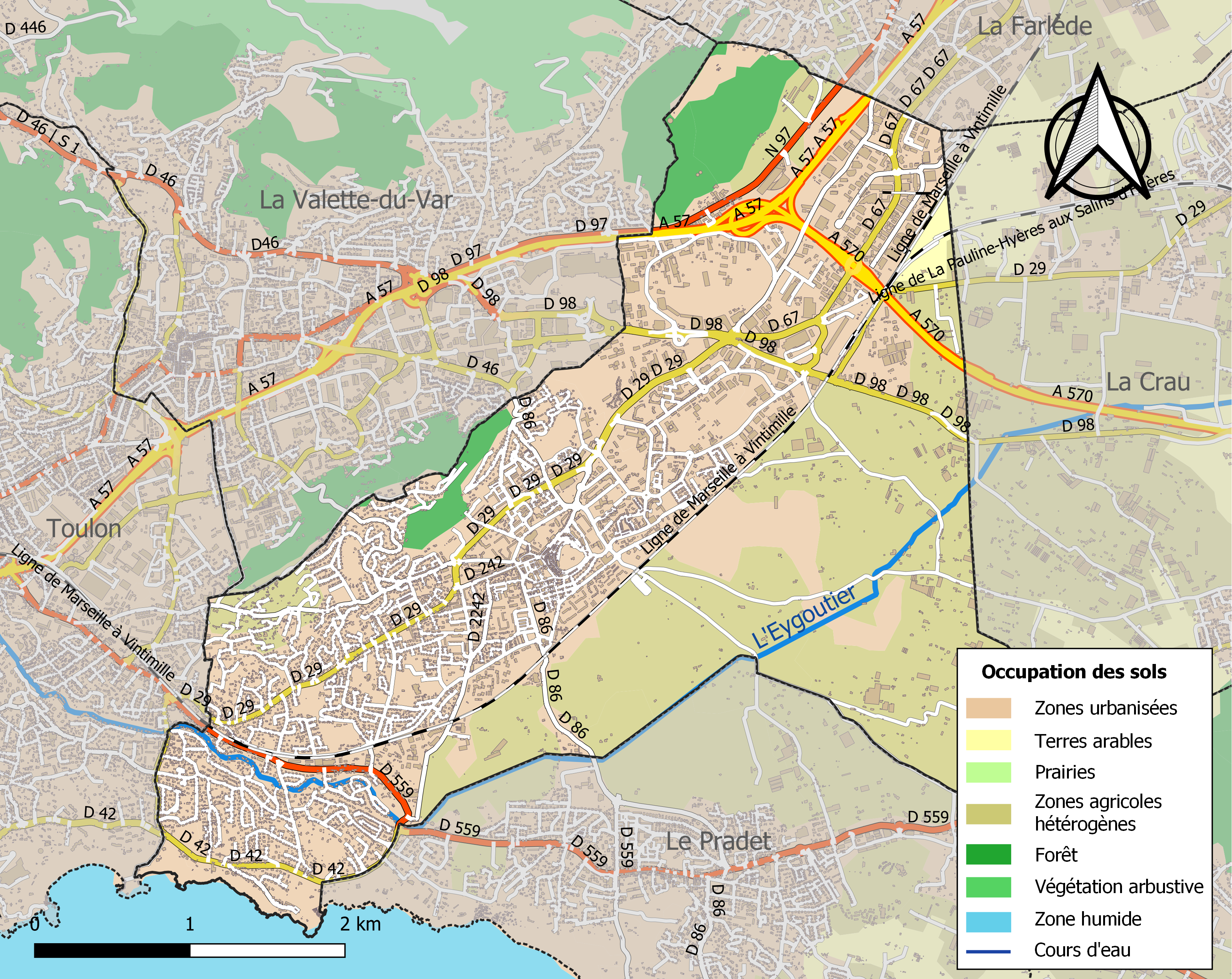
Carte des infrastructures et de l'occupation des sols de la commune en 2018 (CLC).
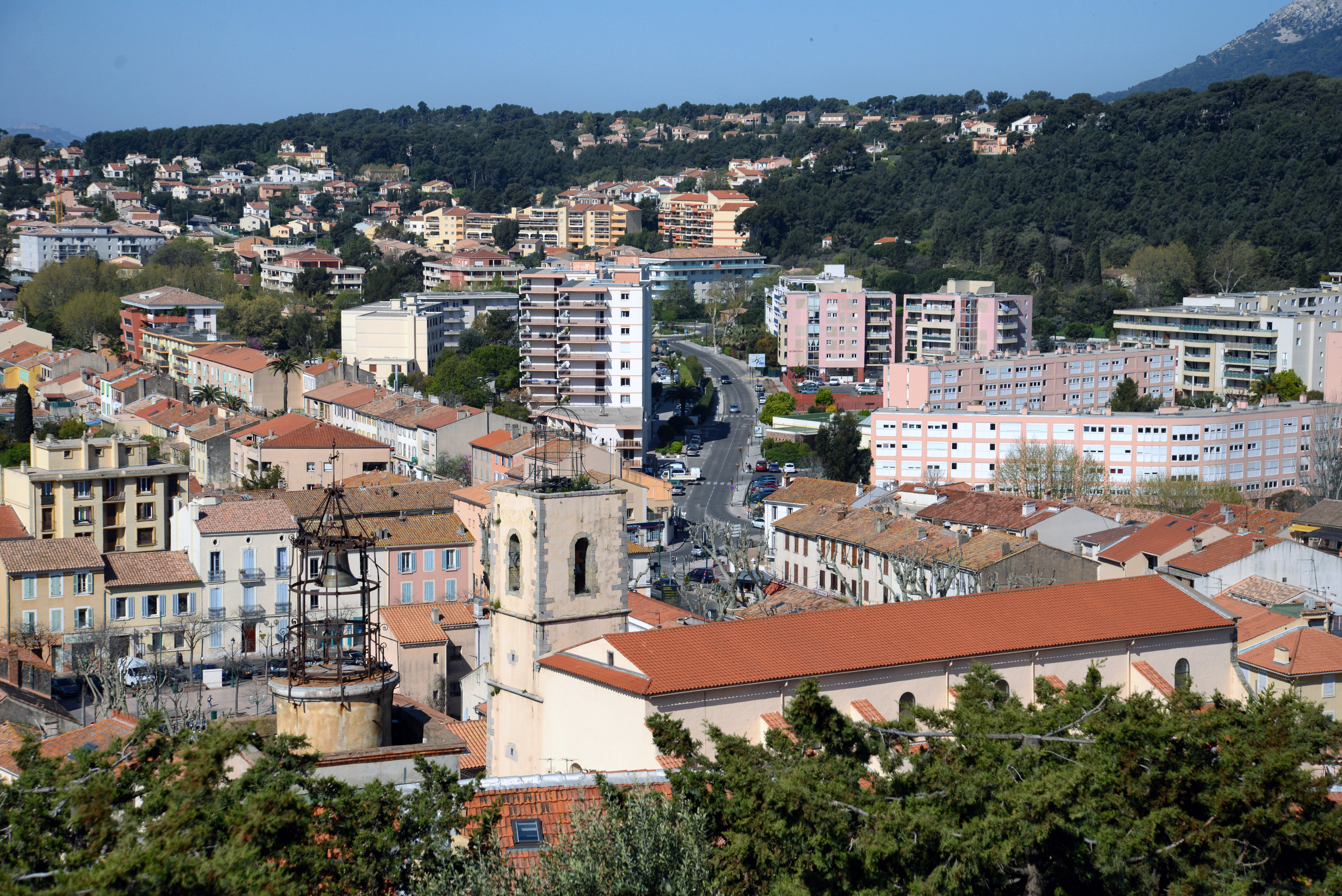
Vue des quartiers Ouest.

## Économie

### Budget et fiscalité 2020

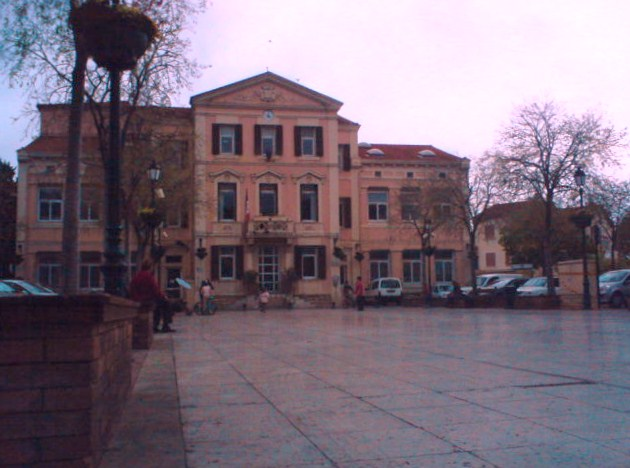
Mairie la garde.

En 2020, le budget de la commune était constitué ainsi :
- total des produits de fonctionnement : 39 221 000 €, soit 1 539 € par habitant ;
- total des charges de fonctionnement : 34 046 000 €, soit 1 336 € par habitant ;
- total des ressources d'investissement : 13 146 000 €, soit 516 € par habitant ;
- total des emplois d'investissement : 8 627 000 €, soit 339 € par habitant ;
- endettement : 10 780 000 €, soit 423 € par habitant.

Avec les taux de fiscalité suivants :
- taxe d'habitation : 16,96 % ;
- taxe foncière sur les propriétés bâties : 30,39 % ;
- taxe foncière sur les propriétés non bâties : 74,48 % ;
- taxe additionnelle à la taxe foncière sur les propriétés non bâties : 0,00 % ;
- cotisation foncière des entreprises : 0,00 %.

Chiffres clés Revenus et pauvreté des ménages en 2018 : médiane en 2018 du revenu disponible, par unité de consommation : 21 850 €.

### Entreprises et commerces
- Commerces de proximité[54].
- Restaurants.

### Agriculture
La Garde fait partie de l'aire d'appellation de l'Huile d'olive de Provence AOC.
Une fresque réalisée par les artistes gardéens en 2000 perpétue le souvenir des vignes individuelles.

### Tourisme
- Maison du tourisme[56].
- Le sentier sous-marin : Randonnée aquatique à l’Anse Magaud[57].
- Hôtels, restaurants, Chambres d'hôtes.
- Domaine de Massacan[58].

## Culture locale et patrimoine

### Lieux et monuments

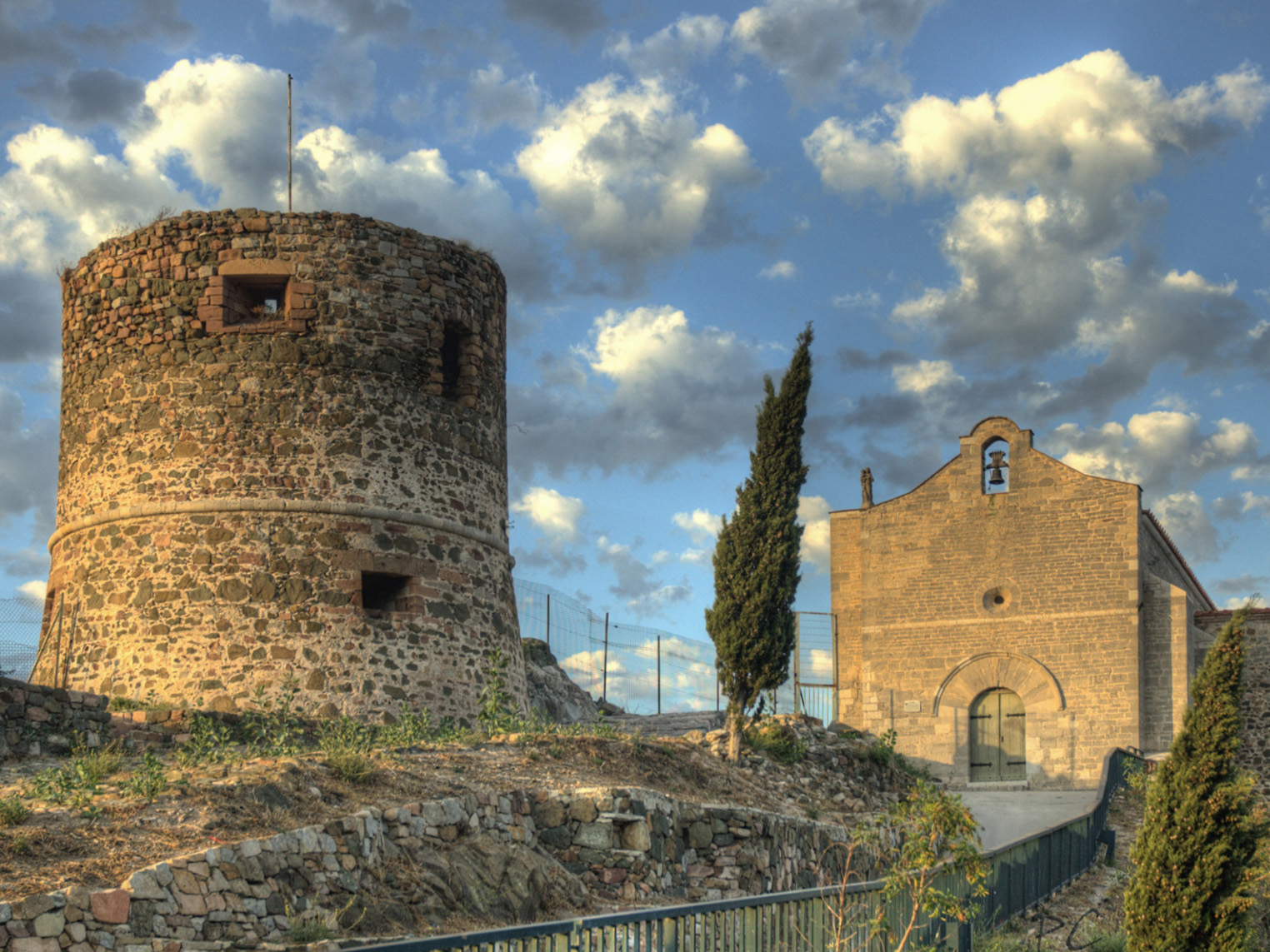
Tour et église romane sur le rocher.
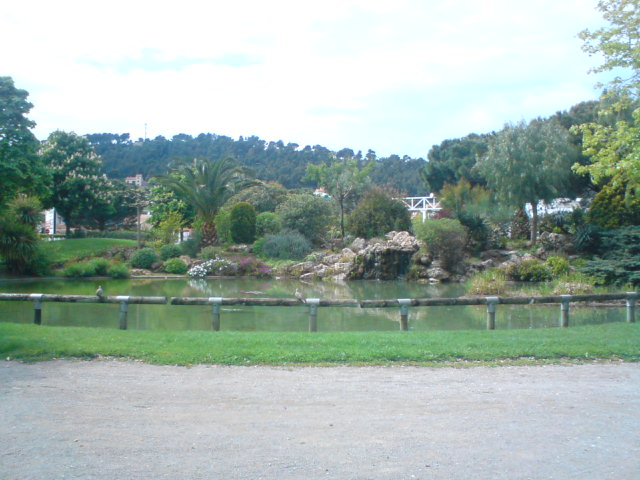
Jardin Veyret.
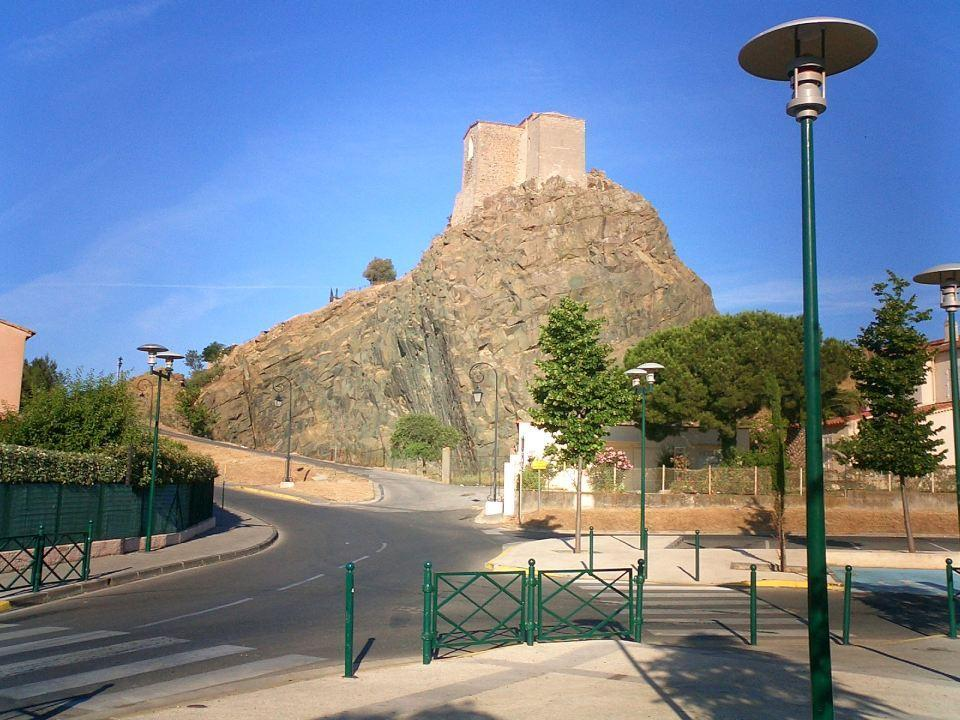
La chapelle.
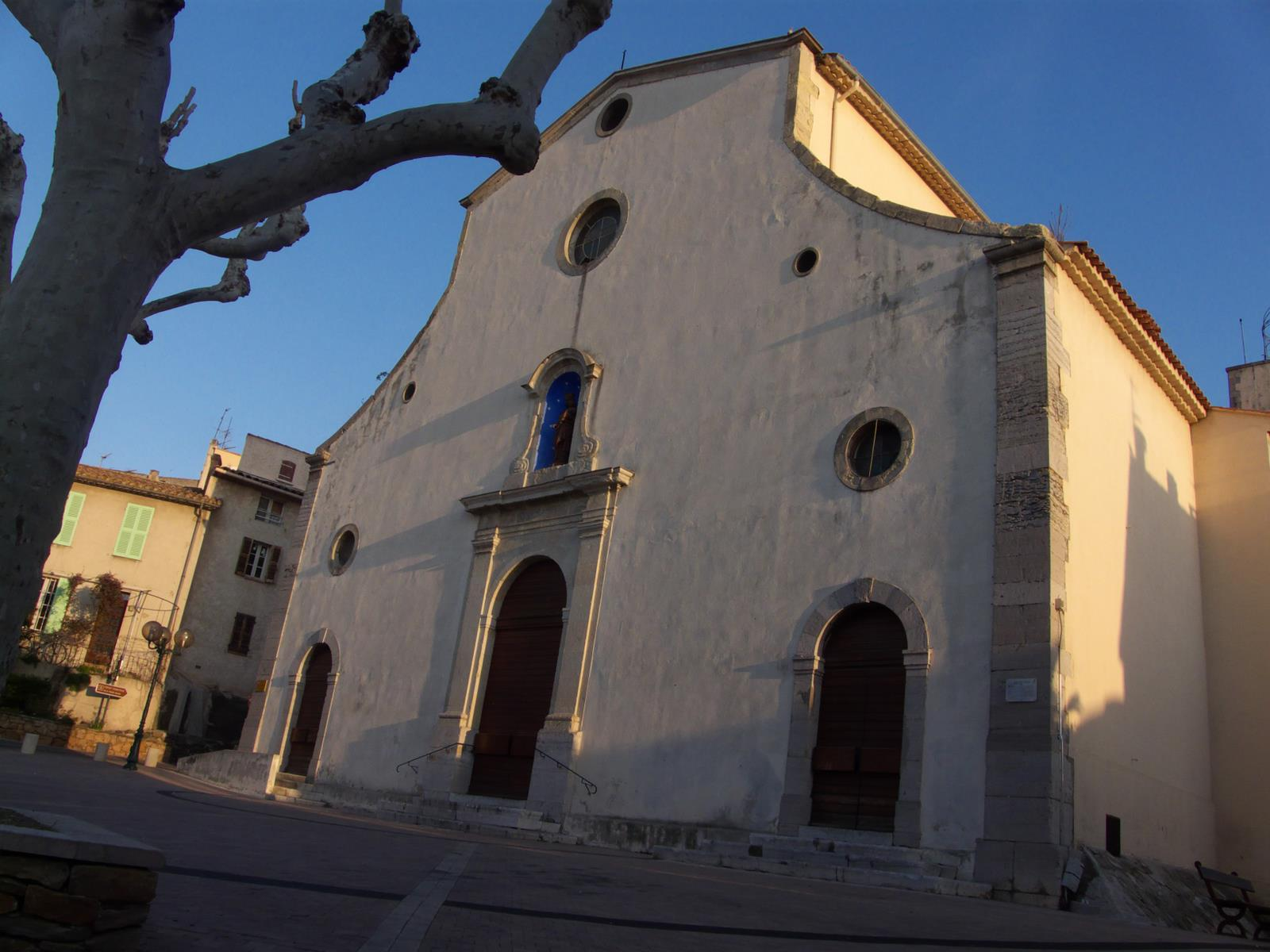
Église.

#### Domaine de Massacan
Ce site exceptionnel bénéficie d’un accès privatif direct à la plage de Magaud, qui fait partie du parc national de Port-Cros. Situé au milieu d’un parc de trois hectares aux arbres centenaires, ce domaine est la propriété de la ville de Grenoble et est géré depuis plus de dix ans par l’association “Poil de carotte”.

#### La cité médiévale
Le vieux village de La Garde est en partie construit sur un éperon rocheux de 63 m d'altitude, de nature volcanique (neck d'andésite, ou peut-être de basalte andésitique). Au Moyen Âge, ce rocher servait de promontoire au château de l'époque. Il était ceint, et comportait plusieurs portes : 
- au nord, la porte de Sainte-Anne ;
- à l'est, la porte de la Vieille Calade et la porte du Puys de Hyères ;
- au sud les portes du Bon Puits, de Sainte-Agathe et du Pigeonnier Carré ;
- à l'ouest la porte de Saint-Maur.

À l'intérieur se trouvait une autre enceinte, celle du castrum, avec deux portes : 
- à l'ouest, la porte Ouest des premiers remparts ;
- à l'est, la porte Est des premiers remparts dite « porte du Soleil Levant ».

Puis la Révolution est passée par là, le château a été détruit, et le rocher a servi de carrière. Aujourd'hui, il ne subsiste du château que l'église romane et une tour.
Un circuit touristique a été mis en place. Il démarre place Voltaire, passe par la porte Saint-Maur, donne l'accès à l'ancienne carrière de roche andésique, la tour sud-ouest du château, l'ancienne église Notre-Dame au sommet du promontoire. Il redescend vers la ville par le chemin de la Chapelle.

#### Bourg castral de Sainte-Marguerite
Ce petit castrum moyenâgeux, situé au lieu-dit Fort Sainte-Marguerite, n'est pas mentionné dans les listes de localités de 1232-1244 et de 1252. « Il existait pourtant dès 1212, lorsque l'évêque de Toulon fit l'acquisition du "Castrum Novum alias Sancte Margarete" auparavant tenu par un seigneur nommé Raimond Datil ».
Le bourg castral de Sainte-Marguerite est repris à l'Inventaire général du patrimoine culturel.

#### Coopérative vinicole Le Rocher
La coopérative, construite dès 1908 et agrandie à plusieurs reprises, est reprise à l'Inventaire général du patrimoine culturel.

#### Station balnéaire
La station balnéaire de Sainte-Marguerite occupe la partie sud de la commune. Dès la fin du XIXe siècle, début du XXe siècle, de grosses villas ont été construites sur le littoral, le long de la RD 42. Mais c'est surtout après la Deuxième Guerre mondiale que s'est développée Sainte-Marguerite.
La station balnéaire est reprise à l'Inventaire général du patrimoine culturel.

#### Ancienne église Notre-Dame

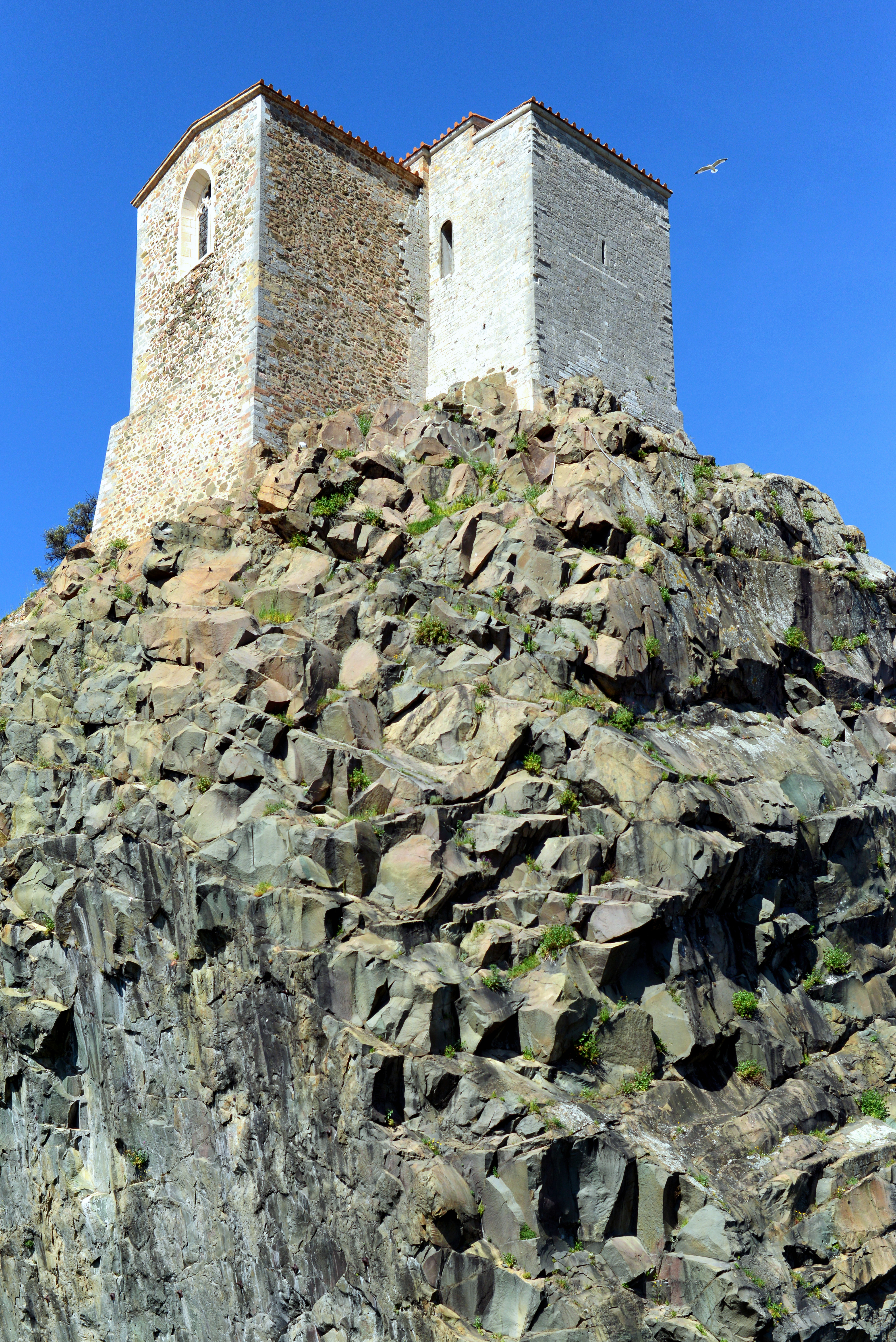
Ancienne église Notre-Dame.

C'est une ancienne église romane de transition datant du XIIe siècle, remaniée en 1480 par l'ajout au nord, de la chapelle Saint-Jean-Baptiste, et au sud de la chapelle Notre-Dame-d- l'Annonciade où une chapellenie fut fondée par Élisabeth de Forbin en 1567. Ancienne église paroissiale de La Garde jusqu'en 1782, elle a été restaurée en 1866. Au cours de celle-ci, son clocher qui menaçait ruine a été abattu. En 1793, lors du siège de Toulon, elle a été entièrement dévastée.
La chapelle romane est classée Monument historique par arrêté du 4 août 1916 sous le vocable « Chapelle de style roman (vieille) ».

#### Église de la Nativité-de-la-Vierge
L'église sous le vocable de la Nativité-de-la-Vierge est l'actuelle paroisse. Construit de 1784 à 1789, l'édifice religieux se situe place Eugène-Blanc, proche de la porte de Saint-Maur, en limite de la vieille cité. Elle recèle une sculpture remarquable, le buste de saint Maur en bois peint, doré, avec sur le socle, l'inscription : « Ex-voto domine de Montherun 1714 ». Cette œuvre, propriété de la commune, est classée Monument historique.

#### Petit oratoire

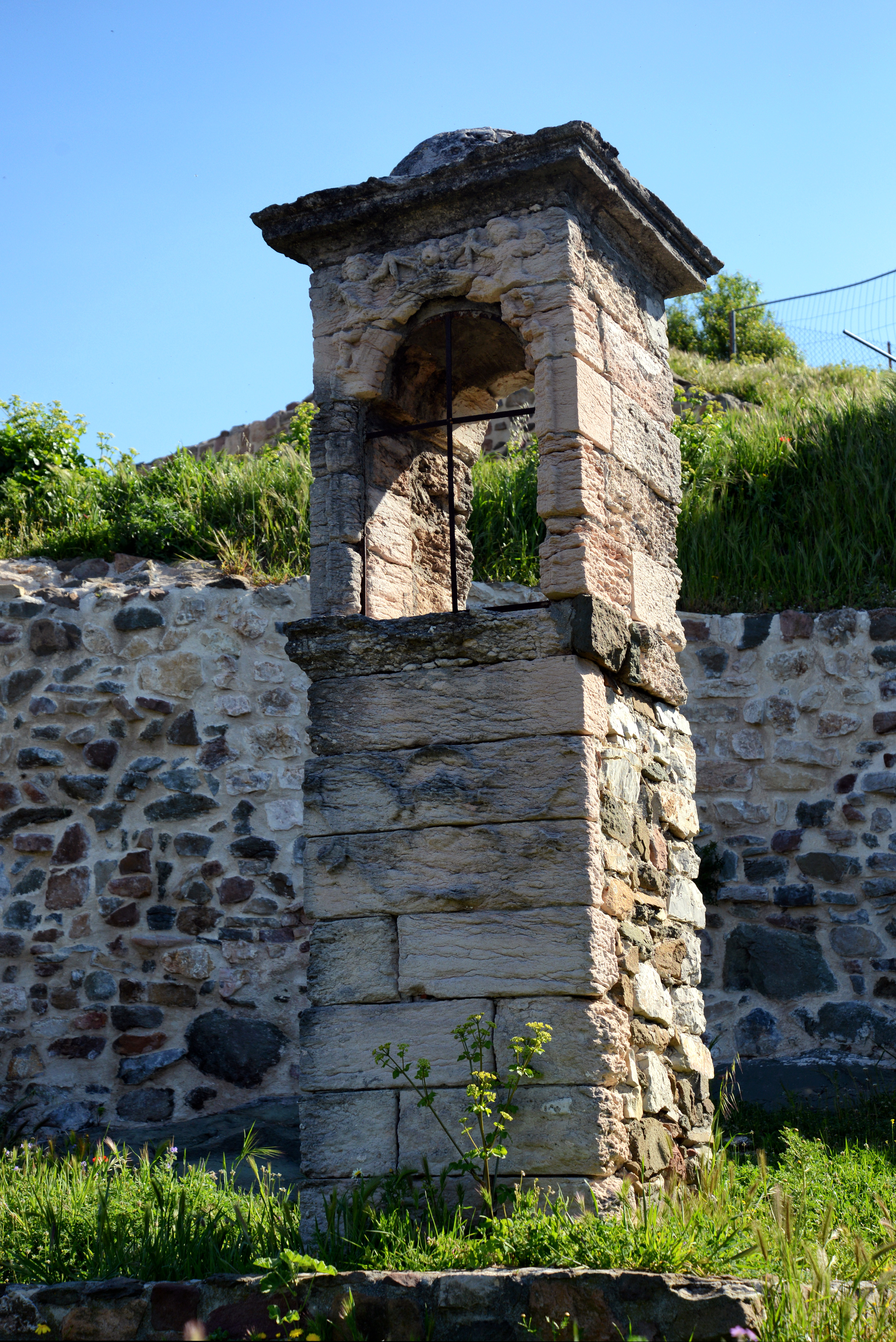
Oratoire Saint-Maur.

L'oratoire Saint-Maur se situe au bas du château. Il est classé monument historique par arrêté du 5 janvier 1925, dans la base Mérimée où il est repris sous le vocable « petit oratoire ».

#### Chapelle Saint-Charles-Borromée de la Pauline
Cette chapelle funéraire de style néo-gothique, construite de 1850 à 1852, a été consacrée par l'évêque de Fréjus. était devenue église paroissiale. Elle est inscrite Monument historique par arrêté du 2 décembre 1988.

#### Autre patrimoine religieux
Chapelle Sainte-Agathe

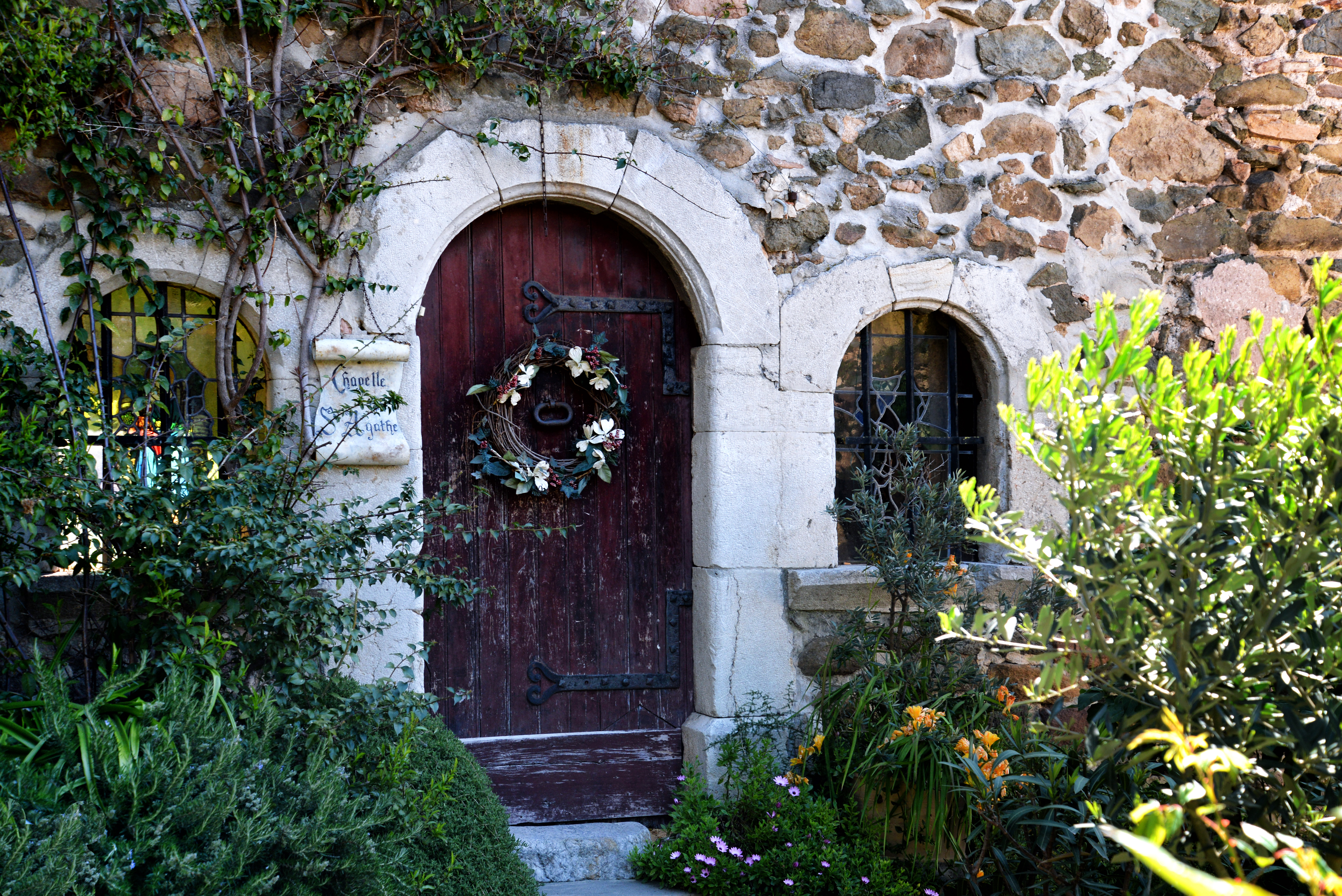
Chapelle Sainte-Agathe.

La petite chapelle Sainte-Agathe se situe au sud de la vieille cité, peu au nord de la porte éponyme. Devant la façade principale, une minuscule place.
Chapelle Saint-Maur.
La chapelle se situe à l'ouest de la vieille cité.
Chapelle Sainte-Marguerite
La chapelle a été édifiée au XVIIe siècle.

#### Autres patrimoines
Lavoirs
- Lavoir public[73],
- Le lavoir de l'avenue R.-Salengro[74].

Le trompe-l'œil du Rocher
De ce rocher d'andésite, ont été extraits les pavés servant à assainir les rues de Toulon.
Borne temporelle n°1 de Georges Perpes
Horloge publique double-face, commémorative de la Révolution française, installée devant la mairie et inaugurée le 14 juillet 1989,. Un de ses cadrans, numéroté de 1 à 5, donne un temps décimal, républicain. Hauteur: 4 mètres; poids 900 kilos ; alimentation par pile au lithium, radio-synchronisée depuis l'Observatoire de Prangins (Suisse). Réalisation de l'horlogerie : Ets Brillié, Montbrison; socle en fer rouillé et traité: Goulven Pelleteur, Toulon.

### Patrimoine naturel

#### Zone naturelle d'intérêt écologique, faunistique et floristique (ZNIEFF)
La commune est concernée par deux ZNIEFF de 2e génération :
Plans de la Garde et du Pradet
Le plan de La Garde constitue en fait une vaste cuvette ceinturée par un ensemble de petits massifs. Ce site validé en 2010 couvre 277 ha. La zone qui concerne les communes de Garde et du Pradet, fait l'objet de la fiche ZNIEFF 930012494 - Plans de la Garde et du Pradet à l'Inventaire national du patrimoine naturel.
Pointe Sainte-Marguerite
La zone qui bénéficie d’un microclimat particulier, est un lieu privilégié ayant permis l’installation et le maintien d’une végétation à affinités thermophiles tant spontanée qu’exotique. Le site validé en 2010 couvre 3 ha de la commune de Garde. Elle fait l'objet de la fiche ZNIEFF 930020237 - Pointe Sainte-Marguerite à l'Inventaire national du patrimoine naturel.

### Personnalités liées à la commune
- Jean Aicard (1848-1921), poète et auteur dramatique, membre de l'Académie française a résidé dans la commune à la villa Les Lauriers Roses à partir de 1864. Il a légué cette maison à Julia Pillore, alias Léon de Saint-Valéry, critique d'art, et par ailleurs marraine de Marcel Duchamp, mariée au peintre Paulin Bertrand[84]. Cette maison devint le rendez-vous des célébrités de l'époque : Michelet, Émile Ollivier, Frédéric Mistral, Edouard Schuré, Ernest Reyer, Gaston Bonnier, Pierre Loti, Juliette Adam, Charles Richet, Antoine Albalat, monseigneur Jean Calvet, Paul Gaultier et Edme Tassy.
- Louis Gras (1901-1986), coureur cycliste français
- Dieudonné Jacobs (1887-1967), peintre impressionniste[85].
- Albert Piault (1914-1944), résistant français, Compagnon de la Libération.
- Charles Porcheron (1917-1944), résistant français, Compagnon de la Libération.
- Justes parmi les Nations de La Garde[86] : Alice Teillard, Germaine Teillard, Henri Teillard et Suzanne Teillard.

### Lieux de loisirs
- Conservatoire T. P. M. (Toulon Provence Méditerranée)
- Médiathèque municipale Louis Aragon[87]
- Le cinéma du Rocher

### Manifestations culturelles et festivités
- Manifestations diverses : La nuit de la lecture; Concert théâtral : Victor ou la naissance d'une pensée; Pastorale par Lou Rempèu de Saint-Tropez[88].

### Héraldique
| Blason de La Garde | Blasonnement : Coupé : au premier de gueules à une rose de cinq feuilles d'argent accostée de deux étoiles d'or, au second aussi d'or à un D et un T de sable en chef et une étoile de gueules en pointe; le tout sous un chef d'argent chargé du mot GARDE en lettres capitales de sable. Le blason daterait de l'an 1200. |